# Tang Dālān
Tang Dālān (persiska: تَنگِ دالان, پَس پَر دالان, تَنگ دالان, Tang-e Dālān, تنگ دالان) är en ort i Iran.   Den ligger i provinsen Hormozgan, i den södra delen av landet, 1 000 km söder om huvudstaden Teheran. Tang Dālān ligger 245 meter över havet och antalet invånare är 183.
Terrängen runt Tang Dālān är varierad.Runt Tang Dālān är det glesbefolkat, med 11 invånare per kvadratkilometer. Närmaste större samhälle är Dasht Jeyḩūn, 7,4 km söder om Tang Dālān. Trakten runt Tang Dālān är ofruktbar med lite eller ingen växtlighet.